# Jarosław Wałęsa

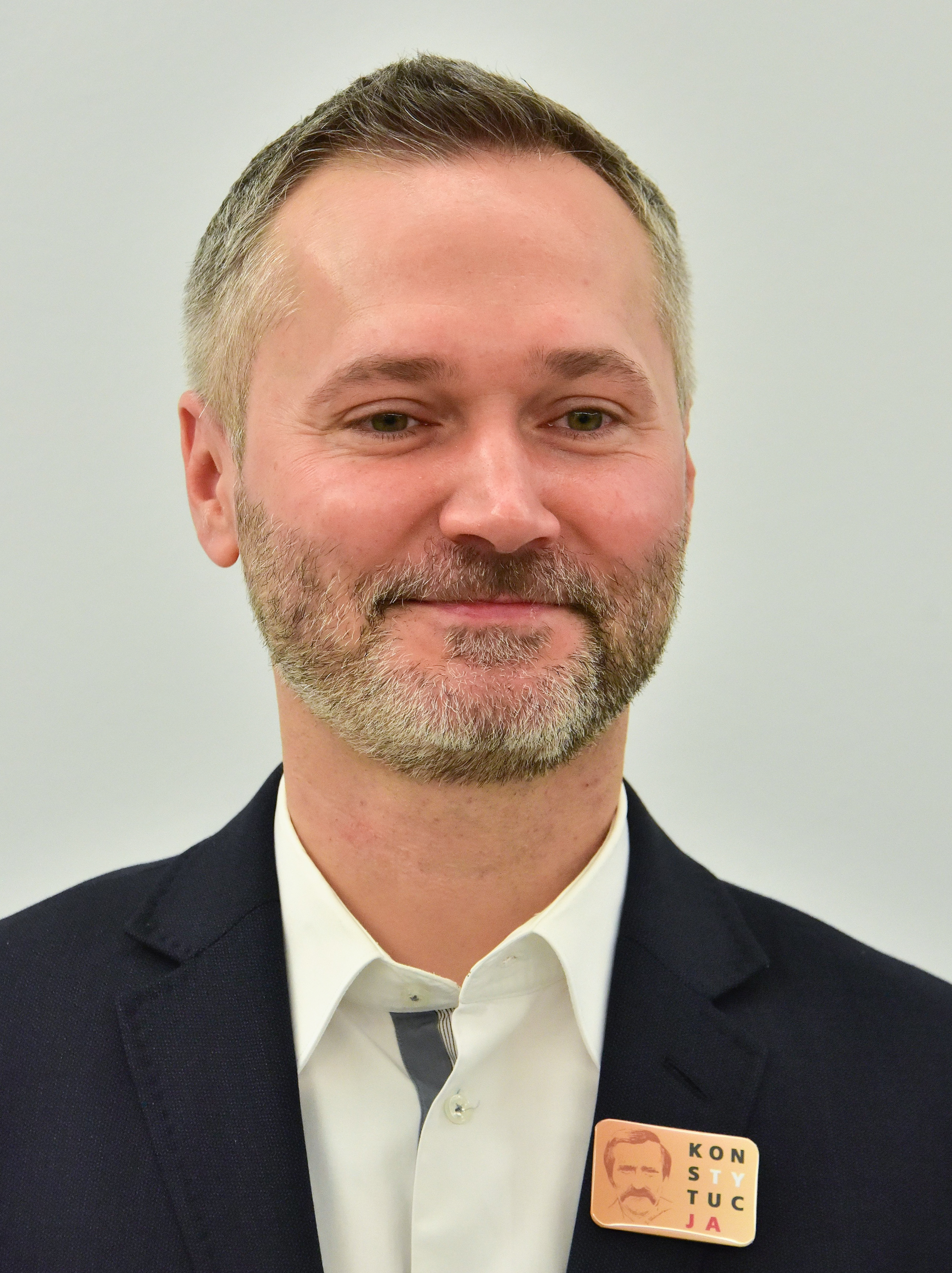
Jarosław Wałęsa (2019)

Jarosław Leszek Wałęsa (* 13. September 1976 in Danzig) ist ein polnischer Politiker (PO). Er war von 2005 bis 2009 und ist erneut seit 2019 Mitglied des Sejm in der V., VI., IX. und X. Wahlperiode sowie von 2009 bis 2019 Abgeordneter im Europäischen Parlament.

## Leben und Beruf
Wałęsa ist das vierte von acht Kindern von Danuta und Lech Wałęsa, dem späteren Vorsitzenden der unabhängigen Gewerkschaft Solidarność und erstem Staatspräsidenten der Dritten Republik. Er studierte Politikwissenschaft am katholischen College of the Holy Cross in Worcester, Massachusetts. Nach dem Studienabschluss 2000 arbeitete er zwei Jahre in den Vereinigten Staaten, bevor er 2002 nach Polen zurückkehrte. Von 2003 bis 2005 arbeitete er im Büro seines Vaters und war dessen engster politischer Berater. 2009 wurde er zum Vizepräsidenten des Polnischen Leichtathletikverbandes gewählt (bis 2010). 2014 erlangte er an der Universität Danzig den Mastergrad.
Wałęsa ist verheiratet und hat zwei Kinder.

## Politik
Bei der Europawahl 2004 kandidierte Wałęsa auf der Liste „Narodowy Komitet Wyborczy Wyborców“. Dieses Mitte-rechts-Wahlkomitee war vom ehemaligen Sejmmarschall Maciej Płażyński gegründet worden. Es scheiterte jedoch mit nur 1,6 % der Stimmen deutlich an der 5-%-Hürde. Er unterstützte 2005 die Gründung der Partia Demokratyczna – demokraci.pl, kandidierte dann aber bei der Parlamentswahl 2005 für die Platforma Obywatelska (PO), für die er im Wahlkreis Danzig in den Sejm gewählt wurde. Kurz nach der Wahl trat er der PO bei. Bei der Parlamentswahl 2007 wurde er wiedergewählt. Bei der Europawahl 2009 wurde er für die PO in das Europäische Parlament gewählt. Damit endete am 10. Juni 2009 seine Mitgliedschaft im Sejm. Bei der Europawahl 2014 konnte er sein Mandat verteidigen.
2015 wurde Wałęsa als Nachfolger von Bartłomiej Sienkiewicz Direktor des „Instytut Obywatelski“, der Denkfabrik der PO. Er hatte diese Position bis 2020 inne. Er plädiert für eine enge Zusammenarbeit Polens mit der Bundesrepublik Deutschland und gehört zu den PO-Politikern, die von Berlin mehr „Führungsstärke“ in der Europäischen Union verlangten. Bei der Wahl zum Stadtpräsidenten von Danzig im Rahmen der Selbstverwaltungswahlen 2018 kandidierte er für das Wahlbündnis Koalicja Obywatelska (KO), an dem sich die PO beteiligte, verpasste aber mit 27,8 % der Stimmen als Drittplatzierter des ersten Wahlgangs hinter Amtsinhaber Paweł Adamowicz (Alles für Danzig) und Kacper Płażyński (PiS) den Einzug in die Stichwahl. Bei der Europawahl 2019 verpasste er auf der Liste des Wahlbündnisses der europafreundlichen Kräfte „Koalicja Europejska“, an dem sich die PO diesmal beteiligt hatte, die Wiederwahl in das Europaparlament. Stattdessen gelang ihm bei der Parlamentswahl 2019 auf der Liste der KO die Rückkehr in den Sejm. 2023 wurde er wiedergewählt.